# Johnny Winter
John Dawson „Johnny” Winter III (Beaumont, Texas, 1944. február 23. – Zürich, 2014. július 16.) kétszeres Grammy-díjas amerikai albínó blues gitáros, énekes és producer. Testvére, a szintén albinó Edgar Winter billentyűs, gitáros, szaxofonos, ütős.

## Élete
Winter édesapja Lelandből (Mississippi, USA) származott. Katonatiszt volt, a Virginia Military Institute-on diplomázott. Egy texasi szolgálati úton ismerkedett meg a feleségével, és már együtt utaztak Lelandbe. Johnny édesapját a tengeren túlra helyezték át, ezért az édesanyja visszatért Beaumontba, ahol megszülte John Dawson Winter III-at, azaz Johnny Wintert. 
 Johnny nagyapja gyapotügynök volt, halála után Johnny édesapja vette át az üzletet. A család Beaumontban telepedett le, de a nyarakat Lelandben töltötte.
A két testvér zenét szerető családban nőtt fel, az édesapjuk szaxofonon és bendzsón, az édesanyjuk pedig zongorán játszott. Johnny 5 éves korában klarinéton kezdett tanulni, de négy év után abba kellett kellett hagynia, mert súlyos mélyharapása volt. Ezután ukulelén tanult, de amikor elkezdődött a rock and roll-korszak, édesapja tanácsára gitárra váltott. 
 A testvérek több hangszeren is megtanultak játszani, amit a helyi klubokban It And Them néven bizonyítottak. Később nevet változtattak, az új név Johnny Winter And The Black Plague lett.
Johnny nem csak a megjelenéséről, hanem a déli blues- és rock and roll-stílusáról is ismertté vált. 2003-ban a Rolling Stone magazin Minden idők 100 legjobb gitárosának listája (Rolling Stone magazin) 74. helyén szerepelt. A lista 2011-es újabb változatán a 63. helyre került.

## Karrier
Az igazi karrier 15 éves korában kezdődött. A Johnny And The Jammer On Dart nevű együttesével ekkor vették fel a Scholl Day Blues-t. A formációban Edgar zongoristaként működött közre. A felvételt egy houstoni kiadó jelentette meg. Johnny Winter ekkoriban látta a klasszikus blueselőadók, Muddy Waters, B. B. King és Bobby Bland koncertjeit. A középiskolai tanulmányai után beiratkozott a Lamar Technical College kereskedelmi szakára, de minden hétvégén autóstoppal Louisianába utazott, és kis éjszakai klubokban játszott. Hat hónap után abbahagyta a tanulmányait, és csak a zenével foglalkozott. 1967-ben vette fel a Tramp és a Parchman Farm című blues-okat. 1968-ban megjelent a The Progressive Blues Experiment albuma a Sonobeat Records kiadásában.
1968-ban Chicagóba utazott, ahol a blues-előadókat hallgatta. Itt találkozott 1968 decemberében az egyik legjobb bluesgitárossal, Mike Bloomfielddel, valamint Barry Goldberg billentyűssel.1969-ben Mike Bloomfielddel együtt közreműködött B. B. King koncertjén is. Ugyanebben az évben szerződést kötött a Columbia Records-szal, a The Progressive Blues Experient jogai az Imperial Records-é lettek, amely kiadta az albumot. 
Első albumát, a Johnny Winter-t 1969 júniusában a Columbia Kiadó adta ki. Abban az évben különböző fesztiválokon, többek között a Woodstocki fesztiválon is fellépett, ahol 9 dalt adott elő, ebből kettőt a testvérével közösen.
Elterjedt a hír, hogy Winter közreműködött Jimi Hendrixszel és Jim Morrisonnal a Jimi Hendrix „Woke Up This Morning And Found Myself Dead" kalózfelvételén. Ezt Winter cáfolja: "... Jimi, Jim és én vagyok állítólag az albumon, de nem hiszem, hogy én vagyok, mert soha az életben nem találkoztam Jim Morrisonnal! Biztos vagyok benne: soha, de soha nem játszottam Jim Morrisonnal! Nem tudom, hogy honnan indult el ez a hír!” 1970 októberében kiadják a Johnny Winter And albumot, 1971 májusában pedig a Live Johnny Winter And-et. Az elkövetkezendő években Johnny Winter besegített a testvérének, majd abbahagyta a zenélést. 
1977-ben visszatért, négy évig Muddy Waters együttesében játszott, közreműködött a Hard Again című, Chicago-stílusú electric blues-albumon is.

## A közelmúltban
5-6 évenként kiadott egy-egy lemezt (2009-ben kettőt is, a The Johnny Winter Anthology-t  és a The Woodstock Experience-t), aktívan zenélt, például 2008. augusztus 23-án a Kentucky állambeli Bowling Greenben olyan ismert blues-okat játszott, mint Bob Dylan Highway 61 Revisited című szerzeménye, vagy az It's All Over Now a The Rolling Stones együttestől.
2009-ben a Woodstock fesztivál közreműködői közül Santana, Janis Joplin, Sly & the Family Stone, Jefferson Airplane és Johnny Winter dalait egy díszdobozos kiadásban The Woodstock Experience címmel jelentette meg a Sony BMG/Legacy.
Láthattuk őt a háromévente megszervezett, Eric Clapton nevével fémjelzett Crossroads Guitar Festiválon, mely épp a méltatlanul elfelejtett blues zenészek és fiatal tehetségek közös fellépése, Johnny Derek Trucks zenekarával (2007, 2010).

## Halála
2014. augusztus 1-jei kezdettel turnét tervezett az USA-ban. A 2014. július 14-én tartott franciaországi Cahors Blues Festival után két nappal, július 16-án hunyt el Zürichben, egy szállodai szobában, 70 éves korában. Halálának oka ismeretlen.

## Magyarországikoncertjei
- 2008. október 27., Petőfi Csarnok, Városliget, 1146 Budapest, Zichy Mihály út 14.
- 2009. november 23., Diesel Club, Népliget, 1011 Budapest, Népliget út 2.

## Díjak és tiszteletnyilvánítások
- Johnny Winter két Grammy-díjas Muddy Waters-albumon működött közre (Hard Agains, I’m Ready), és legalább három saját albumát is jelölték a díjra.
- 1980-ban ő volt a Guitar World havonta megjelenő szaklap első kiadásának a borítóján.
- 1988-ban vették fel a Blues Foundation Hall of Fame listájára.
- Ő "Johnny" a Smashing Pumpkins együttes 1996. április 23-án kiadott Zero című albumának B oldalán hallható "Tribute to Johnny" című dalban.

## Diszkográfia

### Hivatalos albumok

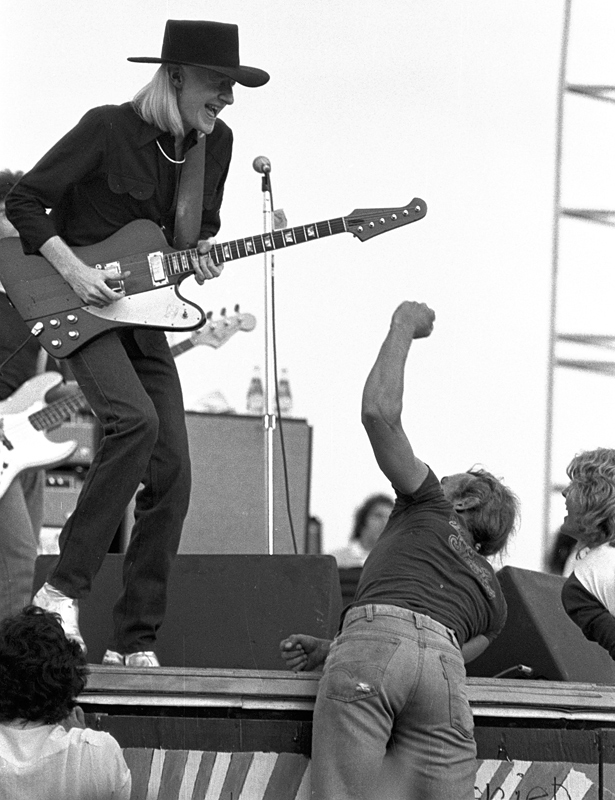
Emlékkoncert a Woodstocki fesztivál 10. évfordulóján, Parr Meadows, Ridge, NY 1979. Fotó: Bob Sanderson

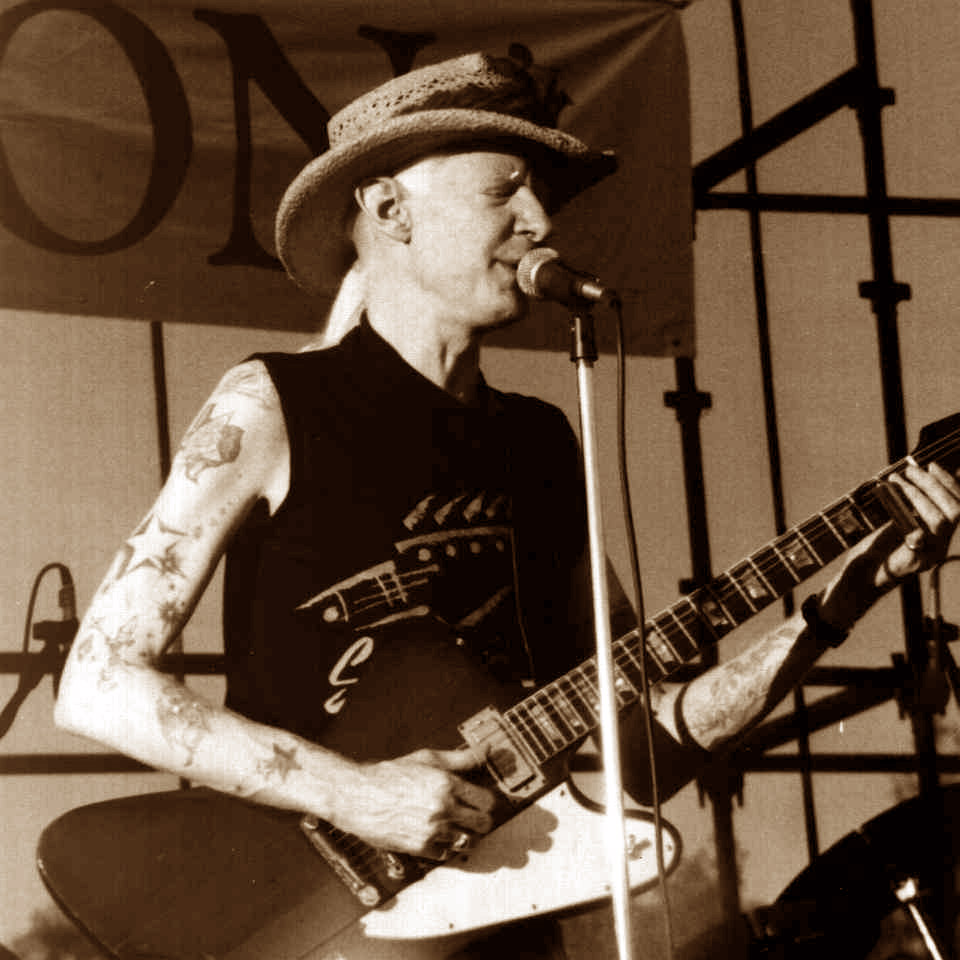
Johnny Winter 1990-ben

- The Progressive Blues Experiment (1968, Sonobeat)
- The Progressive Blues Experiment (1969, Imperial)
- Johnny Winter (1969)
- Second Winter (1969)
- Johnny Winter And (1970)
- Live Johnny Winter And (1971)
- "Roadwork" (1972) – with Edgar Winter's White Trash
- Still Alive and Well (1973)
- Saints & Sinners (1974)
- John Dawson Winter III (1974)
- Captured Live! (1976)
- Together (1976) with Edgar Winter
- Nothin' But the Blues (1977)
- White, hot and blue (1978)
- Raisin' Cain (1980)
- Guitar Slinger (1984)
- Serious Business (1985)
- Third Degree (1986)
- The Winter of '88 (1988)
- Let Me In (1991)
- Hey, Where's Your Brother? (1992)
- Scorchin' Blues (1992)
- Live In NYC '97 (1998)
- I'm A Bluesman (2004)
- The Johnny Winter Anthology (2009) via Shout! Factory
- The Woodstock Experience (2009)

### Válogatások (néhány nemhivatalos)
- The Johnny Winter Story (1969)
- About Blues (1970)
- Early Times (1970)
- Before The Storm (1970)
- Birds Can't Row Boats (1988)
- A Rock n' Roll Collection (1994)
- White Hot Blues (1997)
- Winter Blues (1997)
- Deluxe Edition (Alligator) (2001)
- The Best of Johnny Winter (Sony) (2002)

### Nemhivatalos albumok
- Austin, TX also known as The Progressive Blues Experiment (1972)
- Whole Lotta Love (1978)
- Ready for Winter (1981)
- Still Blues After All These Years/Live In Chicago (1990)
- A Lone Star Kind of Day (Relix- Roy C. Ames production) (1991)
- Jack Daniels Kind of Day (1992)
- White Lightning (1996)
- Back in Beaumont (2000)

### Albumok, amelyeken közreműködött
- Lonnie Brooks: "Wound Up Tight" (Alligator, 1986)
- Sonny Terry: "Whoopin'" (Alligator, 1980)
- Muddy Waters: "Hard Again" (Blue Sky, 1977)

"I'm Ready" (Blue Sky, 1978)
'Muddy "Mississippi" Waters Live' (Blue Sky, 1979)
"King Bee" (Blue Sky, 1981)

## Az albumain közreműködő zenészek

### 1969-1974
- Johnny Winter – ének, gitár, mandolin, szájharmonika
- Kenny Ascher – billentyűs hangszerek
- Todd Rundgren – billentyűs hangszerek
- Edgar Winter –  billentyűs hangszerek
- Mark Klingman – zongora
- Jeremy Steig – fuvola
- A. Wynn Butler – tenorszaxofon
- Louis del Gatto – tenorszaxofon
- Stephen Ralph Sefsik – altszaxofon
- Norman Ray – baritonszaxofon
- John Smith – szaxofon[8]
- Randy Brecker – trombita, szaxofon
- Karl Garin – trombita
- Alan Rubin – trombita
- David Taylor – harsona
- Willie Dixon – akusztikus basszusgitár
- Dennis Collins – basszusgitár
- Dan Hartman – basszusgitár, gitár, dob, ének
- Randy Jo Hobbs – basszusgitár
- Tommy Shannon – basszusgitár
- Richard Hughes – dob
- Bobby Caldwell – ütős hangszerek
- Richard Hughes – ütős hangszerek
- Paul Prestopino – ütős hangszerek
- Uncle John Turner – ütős hangszerek
- Randy Zehringer – ütős hangszerek
- Walter "Shakey" Horton – szájharmonika
- Rick Derringer – ének, gitár
- Lani Groves – ének
- Carl Hall – ének
- Barbara Massey – ének
- Tasha Thomas – ének
- Peggy Bowers – háttérvokál
- Carrie Hossel – háttérvokál
- Mark Kreider – háttérvokál
- Elsie Senter – háttérvokál

### 1976-2009
- Johnny Winter – gitár, steel gitár, ének, szájharmonika, basszusgitár, dob
- Rick Derringer – gitár
- Bob Margolin – gitár
- Floyd Radford – gitár
- Muddy Waters – gitár, ének
- Edgar Winter – billentyűs hangszerek, szaxofon, ének
- Dan Hartman – zongora
- Pinetop Perkins – zongora
- Dr. John Rebennack – zongora
- Ken Sayda – zongora
- Tom Strohman – szaxofon
- Dave Still – csörgődob
- James Cotton – szájharmonika
- Charles Calmese – basszusgitár
- Mark Epstein – basszusgitár, háttérvokál
- Johnny B. Gayden – basszusgitár
- Randy Jo Hobbs – basszusgitár, ének
- Jon Paris – basszusgitár, szájharmonika
- Tommy Shannon – basszusgitár
- Tom Compton – dob
- Richard Hughes – dob
- Casey Jones – dob
- Chuck Ruff – dob
- Willie "Big Eyes" Smith – dob
- Bobby Torello – dob
- Uncle John Red Turner- dob, ütős hangszerek

## Fordítás
- Ez a szócikk részben vagy egészben  a   Johnny Winter című angol Wikipédia-szócikk fordításán alapul.  Az eredeti cikk szerkesztőit annak laptörténete sorolja fel. Ez a jelzés csupán a megfogalmazás eredetét és a szerzői jogokat jelzi, nem szolgál a cikkben szereplő információk forrásmegjelöléseként.
- Ez a szócikk részben vagy egészben  a   Woodstock Festival című angol Wikipédia-szócikk fordításán alapul.  Az eredeti cikk szerkesztőit annak laptörténete sorolja fel. Ez a jelzés csupán a megfogalmazás eredetét és a szerzői jogokat jelzi, nem szolgál a cikkben szereplő információk forrásmegjelöléseként.
- A Johnny  Winter című angol Wikipédia-szócikkben feltüntetett hivatalos albumok